# Michel Morganella
Michel Morganella (né le 17 mai 1989 à Sierre en Suisse) est un footballeur international suisse évoluant au poste de défenseur latéral ou milieu latéral au FC Chiasso.

## Biographie

### En club
Avec le FC Bâle, il compte une présence en Coupe de l'UEFA contre Hambourg, partie qui se termine sur le score de 1-1, avec une passe décisive de Morganella. Il joue également avec cette équipe un match de Ligue des champions contre le Sporting Lisbonne, à la suite duquel il est repéré par l'US Palerme.
Ainsi, le 30 janvier 2009, il quitte le club rhénan pour signer en faveur de l'US Palerme. Considéré comme un des piliers de son équipe, il devient vice-capitaine de la formation sicilienne.
Il dispute au cours de sa carrière plus de 100 matchs en première division italienne (Serie A).

### En équipe nationale
Il participe aux Jeux olympiques de Londres en 2012. Lors de cette compétition, il insulte via son compte Twitter l'équipe sud-coréenne après que la Suisse se soit inclinée 2 à 1 face à la Corée du Sud. Il se fait alors exclure de l'équipe de Suisse, pour toute la durée des Jeux olympiques.
Michel Morganella reçoit deux sélections avec l'équipe de Suisse A. Il joue son premier match le 30 mai 2012, contre la Roumanie en amical (défaite 0-1 à Lucerne). Il joue son second match le 6 février 2013, en amical contre la Grèce (score : 0-0 à Le Pirée).

## Palmarès
- Champion de Suisse en 2008 avec le FC Bâle
- Vice-champion de Suisse en 2007 avec le FC Bâle
- Champion d'Italie de Serie B en 2014 avec l'US Palerme